# Navadijos
Navadijos – gmina w Hiszpanii, w prowincji Ávila, w Kastylii i León, o powierzchni 19,85 km². W 2011 roku gmina liczyła 46 mieszkańców.